# Symbolique du chêne
La symbolique du chêne est l'étude de la représentation du chêne, dans la mythologie, la religion, l'art, en tant que symbole dans sa capacité à désigner, à signifier un concept abstrait, au-delà de la réalité physique de l’arbre.

## Longévité légendaire
Le chêne est un arbre à longue durée de vie, avec une large couronne étalée de branches robustes. Bien qu'il puisse naturellement vivre à un âge de quelques siècles, beaucoup des arbres les plus anciens ont été émondés ou élevés en taillis, techniques d'élagage qui prolongent la durée de vie potentielle de l'arbre, sinon sa santé.
De façon générale, la tendance montre que l'on attribue aux gros arbres qui nous entourent des âges extraordinaires. En Europe tempérée, c'est sur les chênes que se portent le plus souvent les fantasmes.

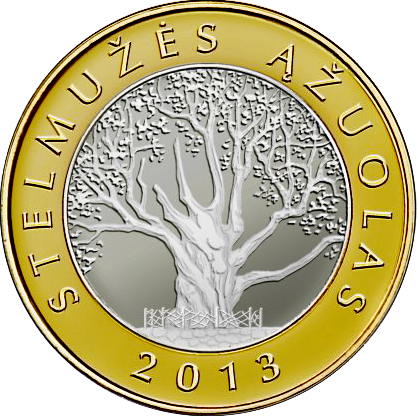
Pièces commémoratives de la Lituanie avec le Chêne de Stelmužė.

Deux individus d'une longévité remarquable seraient le chêne de Stelmužė en Lituanie et le chêne de Granit en Bulgarie qui auraient plus de 1500 ans, ce qui en ferait les plus vieux chênes d'Europe ; un autre spécimen, appelé « Kongeegen » (« Chêne roi »), dont l'âge serait estimé à environ 1200 ans, pousse à Jægerspris, au Danemark. Encore un autre pourrait être le Kvilleken, en Suède, âgé de plus de 1000 ans et 14 m (46 pi) de circonférence. Parmi les spécimens vierges (non étêtés), l'un des plus anciens serait le grand chêne d'Ivenacker (de) en Allemagne ; la dendrochronologie lui donne un âge estimé de 700 à 800 ans. On estime également que le chêne de Bowthorpe dans le Lincolnshire, en Angleterre, aurait 1 000 ans, ce qui en ferait le plus ancien du Royaume-Uni, bien qu'il y ait le chêne de Knightwood dans la New Forest qui serait également aussi vieux. La plus haute densité de Q. robur avec une circonférence de 4 m (13 pi) et plus, est en Lettonie.

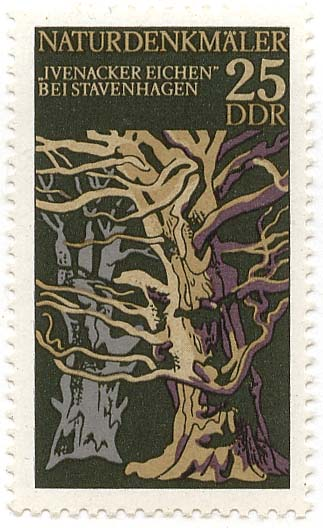
Représentation du chêne d'Ivenacker en Allemagne, l'un des plus vieux chênes authentifiés.

Aucun chêne vivant aujourd’hui n’a pu être daté avec certitude à plus de 500 ans ; il n'est pas rare qu'ils atteignent 300 ans ; il est plus exceptionnel qu'ils arrivent jusqu'à 400 ans. Mais certains vieux chênes sont creux, comme le chêne d'Allouville (selon la légende, planté en 911 pour la naissance de la Normandie), et il ne sera dès lors probablement jamais possible de les dater définitivement par dendrochronologie. Dans la marine en bois les chênes de plus de 100 ans avaient la préférence ; les arbres approchant 200 ans étaient considérés sur le retour, c'est-à-dire que le bois était susceptible d'être en partie pourri. Atteignant un âge avancé, la couronne massive des arbres comme le chêne ou le châtaigner commence à dépérir parce que leur système racinaire et vasculaire n'est plus en mesure d'entretenir une grande couronne. Cela permet à la lumière d'atteindre la couronne intérieure plus basse, et par là de stimuler le développement de bourgeons dormants, créant éventuellement une nouvelle couronne inférieure plus petite. Les vieilles branches qui formaient la haute couronne d'origine meurent, mais sur des espèces comme le chêne qui ont le bois très résistant, ces branches mortes restent pendant des décennies, voire des siècles ; en anglais on dit qu'ils sont Stag headed, c'est-à-dire qu'ils prennent l'apparence de la ramure d'un cerf.

## La marine, mur de bois sur la mer
Les associations navales sont renforcées par le fait que le chêne était le principal matériau de construction des navires de guerre à voile. Une des plus célèbres associations est l'Oracle du « mur de bois » donné à Thémistocle, confronté à la flotte perse. Venise, comme plus tard l'Angleterre, vont le reprendre à leur compte.

La Royal Navy était souvent décrite comme « Les murs en bois de la vieille Angleterre ». Dans Sylva, or A Discourse of Forest-Trees and the Propagation of Timber, John Evelyn invite les grands propriétaires (Landed nobility) à planter des arbres pour fournir le bois d’œuvre et particulièrement le chêne, exigé par le développement de la Royal Navy. Sylva commence par un avertissement : 

« There is nothing which seems more fatally to threaten a weakening of this famous and flourishing nation [than the] decay of her wooden walls »

« Il n'y a rien qui semble menacer plus fatalement un affaiblissement de cette nation célèbre et florissante [que la] pourriture de ses murs de bois ».
« wooden walls» dans Sylva devient l'expression de la défense de la nation au travers de la construction des navires ; Sylva peut être vu comme un ouvrage de botanique mais aussi comme un ouvrage de propagande.

On retrouve la même association pour Venise. Baldissera Drachio, gastaldo de l'Arsenal dans une lettre à Giacomo Foscarini, sans chêne il n'y a pas d'arsenal dès lors pas de vie :

« Così senza il rovere non è Arsenal, senza Arsenal non v’è preminenza, né stabilità, né sicurtà, né libertà, né per conseguenza vit »

— Baldissera  Drachio, Pensieri, 1596
Si, dans les écrits des magistratures vénitiennes, l'image des navires (d'abord les galères et plus tard les vaisseaux) revient souvent comme celle des murs de la ville, nés sur l'eau, un instrument essentiel de sa défense, de son pouvoir sur la mer et de sa propre existence, ici une fonction identique est attribuée directement au bois de chêne, principal matériau utilisé dans la construction navale, et à l'arbre qui le fournit.

## Par pays

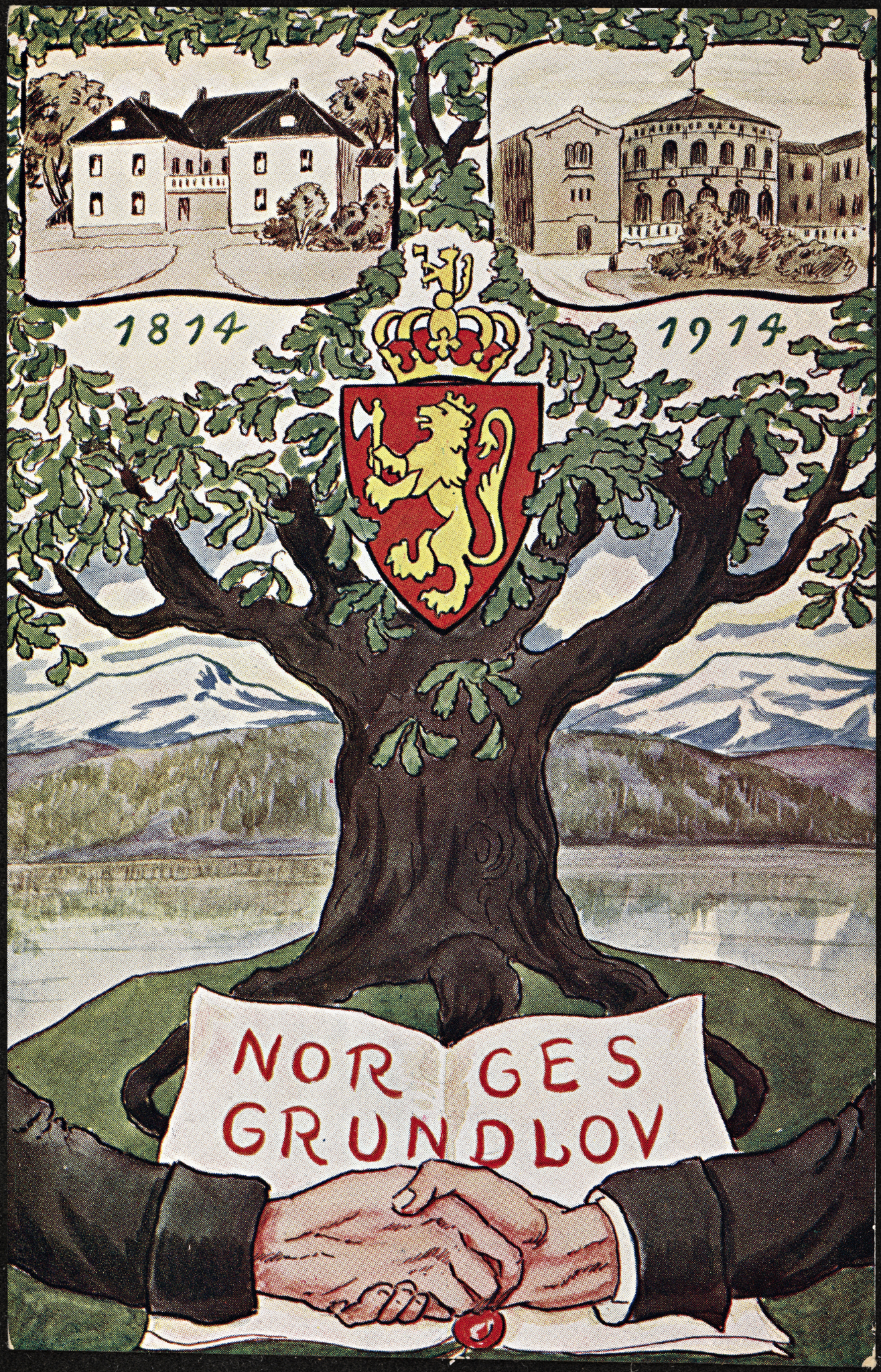
Norges Grundlov 1814-1914. Carte postale célébrant le centenaire de la constitution norvégienne.

### Pays Basque
Au Pays Basque (Espagne et France) le chêne symbolise les libertés traditionnelles basques. Ceci est basé sur l'arbre de Gernika, un chêne ancien situé à Gernika, au-dessous duquel depuis au moins le XIIIe siècle les seigneurs de Gascogne d'abord, puis leurs successeurs les rois de Castille et les rois d'Espagne ont juré solennellement de respecter la charte de Gascogne, qui garantissait des droits étendus aux habitants de Gascogne. Depuis le XIVe siècle, la Juntas Generales (le parlement de Gascogne) se réunit dans un bâtiment à côté du chêne, et adopte symboliquement ses lois également sous l'arbre. Aujourd'hui, le Lehendakari (premier ministre basque) prête serment sous le sapin.

### Bulgarie

Blason de la Bulgarie

Le blason national de la Bulgarie comprend deux branches de chêne croisées avec des fruits - comme compartiment de l'écusson.

### Croatie
Des feuilles de chêne avec des glands sont représentées au revers de la pièce croate de 5 lipa, frappée depuis 1993. Le chêne pédonculé de la région croate de Slavonie (considéré comme une sous-espèce distincte - le chêne de Slavonie) est un symbole régional de la Slavonie et un symbole national de la Croatie.

### France
Le chêne en France a une valeur symbolique depuis l'Antiquité. Certains chênes étaient considérés comme des arbres sacrés par les Gaulois. Les druides coupaient le gui qui poussait sur eux. Même après la christianisation, les chênes étaient considérés comme protecteurs car la foudre tombait sur eux plutôt que sur les habitations voisines. Ces arbres frappés seraient souvent transformés en lieux de culte, comme la chapelle du Chêne. Le roi Saint Louis a été représenté rendant justice sous un chêne. Pendant la Révolution française, les chênes étaient souvent plantés comme arbres de la Liberté. L'un de ces arbres, un chêne planté lors de la Révolution de 1848, a survécu au massacre d'Oradour-sur-Glane par les nazis. La branche de chêne fait partie de l'emblème national de la France. Après l'annonce de la mort du général Charles de Gaulle, le caricaturiste Jacques Faizant l'a représenté comme un chêne tombé.

### Allemagne
En Allemagne, le chêne est utilisé comme objet et symbole typique du romantisme. On le retrouve dans plusieurs tableaux de Caspar David Friedrich et dans « De la vie d'un bon à rien » écrit par Joseph Freiherr von Eichendorff comme symbole de l'État protégeant chaque citoyen. Dans ces œuvres, le chêne est représenté dans différentes situations, avec des feuilles et des fleurs ou mort sans aucune de sa beauté antérieure. Ces conditions sont principalement des symboles des conditions dans lesquelles l'Allemagne se trouve ou traverse. De plus, la tige du chêne est un symbole de la force et de la stabilité de l'Allemagne. Des branches de chêne étaient affichées au revers des pièces de l'ancienne monnaie Deutsche Mark (1 à 10 Pfennigs ; la pièce de 50 Pfennigs montrait une femme plantant un plant de chêne), et sont désormais également affichées au revers des pièces en euros d'émission allemande 1 à 5 cents).

### Irlande
En Irlande, au château de Birr, un exemple de plus de 400 ans a une circonférence de 6,5 m. Il est connu sous le nom de Carroll Oak, en référence aux chefs locaux, Ely O'Carroll, qui ont régné avant l'occupation normande.

### Lettonie

Blason de la Lettonie

En Lettonie, le chêne est le symbole national. De nombreuses chansons folkloriques lettones parlent de chêne. La base des armoiries est ornée de branches de chêne.

### Roumanie
L'équipe roumaine de rugby à XV est connue sous le nom de The Oaks.

### Royaume-Uni
En Angleterre, le chêne anglais a assumé le statut d'emblème national. Cela a ses origines dans le chêne de Boscobel House, où le futur roi Charles II s'est caché de ses poursuivants parlementaires en 1650 pendant la Première révolution anglaise ; l'arbre est depuis connu sous le nom de Royal Oak. Cet événement a été célébré à l'échelle nationale le 29 mai sous le nom de Oak Apple Day, qui se poursuit encore aujourd'hui dans certaines communautés. « The Royal Oak » est le troisième nom de pub (en)  le plus populaire en Grande-Bretagne (541 en 2007) et a été le nom de huit grands navires de guerre de la Royal Navy. Dans le folklore, le Major Oak est l'endroit où Robin des Bois se serait réfugié. De plus, le chêne est l'arbre forestier le plus répandu en Angleterre. Un chêne a été représenté au revers de la pièce de monnaie (les numéros de 1987 et 1992) et un brin de feuilles de chêne et de glands est l'emblème du National Trust. La marche rapide officielle de la Marine est « Heart of Oak ».